# Scène de rue à Berlin (Kirchner)
Scène de rue à Berlin est une peinture du cycle des scènes de rue d'Ernst Ludwig Kirchner peinte en 1913. Au centre du tableau se trouvent deux cocottes avec des chapeaux en forme de losange et des visages ressemblant à des masques. Leur regard est dirigé vers le spectateur. Sur le côté droit, un homme regarde une vitrine; à l'arrière-plan, un groupe d'hommes regarde également le spectateur, un autre fait face.  
Ce tableau est resté en possession de Kirchner jusqu'à sa mort et a été vendu par les héritiers en 1952 au collectionneur Werner Brunner à Saint-Gall. Il a été acheté en 1978 par le galeriste Roman Norbert Ketterer, puis vendu aux enchères en 1997 par Sotheby's à Londres au collectionneur canadien Charles Tabachnick et exposé à la Art Gallery of Ontario à Toronto. Il a été remis aux enchères en 2009 et vendu à un acheteur inconnu pour 5,4 millions de livres sterling.